# 93-я пехотная дивизия (вермахт)
93-я пехотная дивизия (нем. 93. Infanterie-Division) — тактическое соединение сухопутных войск вооружённых сил нацистской Германии периода Второй мировой войны.

## История
93-я пехотная дивизия была сформирована 17 сентября 1939 года в Ютербоге (3-й военный округ) во время 5-й волны мобилизации Вермахта.
Весной и в начале лета 1940 года дивизия располагалась недалеко от линии Мажино в Саарбрюккене. 15 июня 1940 года дивизия начала наступление к югу от города, прорвав линию французских войск и продолжив продвижение через реки Сейл и Мёрт, к югу в район реки Мозель.
После кампании во Франции дивизия дислоцировалась на французском побережье до июня 1941 года, когда она была снова присоединена к группе армий «Север» в рамках подготовки к операции «Барбаросса» (вторжение в Советский Союз). Дивизия участвовала в боевых действиях во время наступления на Ленинград, а затем и в последующих оборонительных боях против советского зимнего наступления.
Дивизия сражалась и удерживала свои позиции в течение 1942 года. В августе 271-й пехотный полк был удостоен почётного наименования «Фельдхернхалле» из-за его выдающихся результатов во время кампаний во Франции и Советском Союзе.
Летом 1943 года дивизия была выведена с фронта и отправлена в Польшу на отдых и пополнение. Находясь там, 271-й пехотный полк «Фельдхернхалле» был выведен из состава дивизии и стал ядром новой моторизованной дивизии «Фельдхернхалле».
Переформированная дивизия снова была присоединена к группе армий «Север», приняв участие в отчаянных попытках удержать блокаду Ленинграда. Дивизия была отброшена вместе с остальной частью группы армий «Север». К концу 1944 года она оказалась в Курляндском котле.
Дивизия была эвакуирована из Курляндии в начале 1945 года и после непродолжительного отдыха была отправлена на Самланд, полуостров на побережье Балтийского моря в Восточной Пруссии, где в марте была уничтожена Красной Армией.

## Местонахождение
- с сентября 1939 по май 1940 (Германия)
- с мая 1940 по июнь 1941 (Франция)
- с июня 1941 по август 1944 (СССР)

## Подчинение
- 2-й армейский корпус 16-й армии группы армий «Север» (февраль 1943 — январь 1945)

## Командиры
- генерал-лейтенант Отто Тиман (17 сентября 1939 — 1 мая 1943)
- генерал-лейтенант Готтфрид Вебер (1 — 31 мая 1943)
- генерал-лейтенант Отто Тиман (31 мая — 15 сентября 1943)
- генерал-лейтенант Хорст фон Меллентин (15 сентября — 1 октября 1943)
- генерал-лейтенант Карл Лёврик (1 октября 1943 — 1 сентября 1944)
- генерал-майор Курт Домански (1 сентября 1944 — 8 марта 1945)

## Состав
- 270-й гренадерский полк (Grenadier-Regiment 270)
- 271-й гренадерский полк «Фельдхернхалле» (Grenadier-Regiment 271 „Feldherrnhalle“)
- 272-й гренадерский полк (Grenadier-Regiment 272)
- 193-й артиллерийский полк (Artillerie-Regiment 193)
- 193-й сапёрный батальон (Pionier-Bataillon 193)
- 193-й противотанковый дивизион (Panzerjäger-Abteilung 193)
- 193-й батальон связи (Nachrichten-Abteilung 193)
- 193-й отряд материального обеспечения (Nachschubtruppen 193)
- 193-й полевой запасной батальон (Feldersatz-Bataillon 193)